# Gymnopatagus
Gymnopatagus is een geslacht van zee-egels uit de familie Maretiidae.

## Soorten
- Gymnopatagus magnus A. Agassiz & H.L. Clark, 1907
- Gymnopatagus parvipetalus Baker & Rowe, 1990
- Gymnopatagus valdiviae Döderlein, 1901